# هیلین دیل (فلوریدا)
هیلین دیل (به انگلیسی: Hill 'n Dale) یک منطقهٔ مسکونی در ایالات متحده آمریکا است که در شهرستان هرناندو، فلوریدا واقع شده‌است. هیلین دیل ۵٫۷ کیلومتر مربع مساحت و ۱٬۹۳۴ نفر جمعیت دارد و ۳۳ متر بالاتر از سطح دریا واقع شده‌است.